# Dorle Gribl
Dorle Gribl ist eine Kunsthistorikerin und Sachbuchautorin. Ihre Bücher beschäftigen sich vorwiegend mit Bauwerken und Geschichte diverser Stadtteile Münchens.

## Leben
Dorle Gribl machte Abitur am Gymnasium in Icking im Isartal. Anschließend schloss sie an der Bayerischen Staatsbibliothek eine Ausbildung zur Bibliothekarin ab und arbeitete in diesem Beruf. Als ihr Sohn selbständig wurde, orientierte sie sich im Alter von 43 Jahren neu und studierte an der Ludwig-Maximilians-Universität in München Kunstgeschichte, Psychologie und Volkskunde. 1998 promovierte sie in Kunstgeschichte zu dem Thema: ''Die Villenkolonien Jakob Heilmanns und der mit ihm verbundenen Unternehmen in München und seiner Umgebung'', für das sie Architekturgeschichte mit Unternehmensgeschichte und Sozialgeschichte zusammenführte. Ihre Promotion wurde 2000 mit dem Hochschulpreis der Stadt München ausgezeichnet.
Seitdem publiziert sie über Ortsgeschichte im Münchner Süden mit einem Schwerpunkt auf die Siedlungsgebiete der Stadterweiterungen rund um 1900 und die Zeit des Nationalsozialismus. Für den Isartalverein verfasste sie die Chronik zum 100. Jubiläum der Vereinsgründung im Jahr 2002 „Für das Isartal“, sie ist gewähltes Mitglied im Arbeitsausschuss des Vereins und zuständig für Öffentlichkeitsarbeit und Führungen.
Als Vorbild nennt sie den Berliner Architekturhistoriker Julius Posener, weil er „ein Mensch [war], der den Dingen auf den Grund gegangen ist, der Hingabe für sein Sujet an den Tag legte und als Hochschullehrer Geschichtsliebhaber entflammte.“
Dorle Gribl ist Mitglied der SPD und sitzt im Vorstand der Barbara-Wengeler-Stiftung zur Förderung des wissenschaftlichen Nachwuchses im Bereich der Vernetzung und des Austauschs zwischen Philosophie und Neurowissenschaften.

## Familie
Dorle Gribl ist mit dem Architekten Jörg Gribl verheiratet. Das Paar lebt in Solln und hat einen erwachsenen Sohn.

## Werke (Auswahl)
- Villenkolonien in München und Umgebung: der Einfluß Jakob Heilmanns auf die Stadtentwicklung. Buchendorfer Verlag, München 1999, ISBN 3-934036-02-3 (279 S., Veröffentlichung der Dissertation von 1998).
- Harlaching und die Menterschwaige: vom Edelsitz zur Gartenstadt. Buchendorfer Verlag, München 2004, ISBN 3-937090-05-3 (224 S.).
- Solln in den Jahren 1933 bis 1945: Spurensuche im Münchner Süden. Volk Verlag, München 2006, ISBN 3-937200-08-8 (176 S.).
- Obersendling und Thalkirchen in den Jahren 1933–1945: Spurensuche im Münchner Süden. Volk Verlag, München 2007, ISBN 978-3-937200-34-7 (216 S.).
- Forstenried und Fürstenried in den Jahren 1933–1945: Spurensuche im Münchner Süden. Volk Verlag, München 2007, ISBN 978-3-937200-35-4 (149 S.).
- So lebte man im Isartal: die Geschichte der Familie Bauer vom 16. bis zum 19. Jahrhundert. Volk Verlag, München 2008, ISBN 978-3-937200-54-5 (160 S.).
- Prominenz in Bogenhausen: Villen und ihre berühmten Bewohner. Volk Verlag, München 2009, ISBN 978-3-937200-61-3 (272 S.).
- Solln und die Prinz Ludwigs-Höhe: Villen und ihre Bewohner. Volk Verlag, München 2012, ISBN 978-3-86222-043-4 (232 S.).
- 100 Jahre Stiftung Augenklinik Carl Theodor in München. Stiftung Carl Theodor, München 2017, ISBN 978-3-00-057623-2 (184 S.).